# Дом Перкунаса

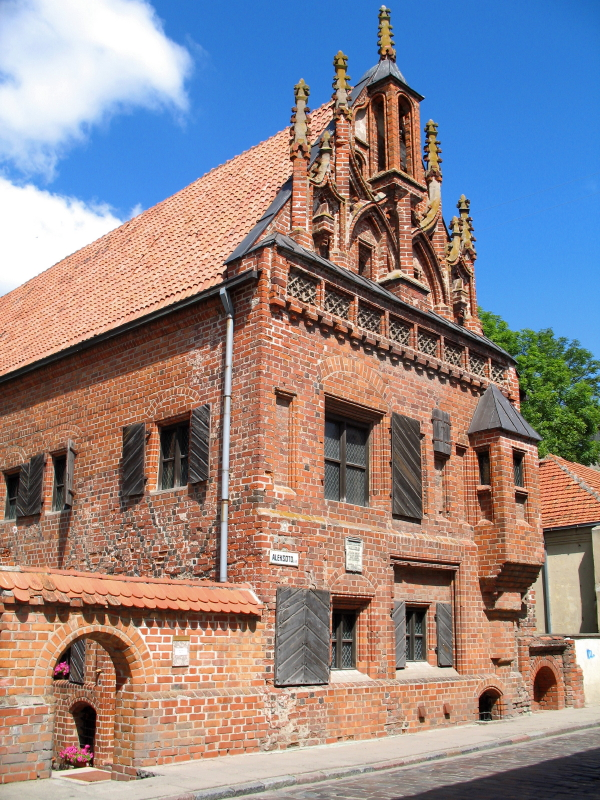
«Дом Перкунаса»

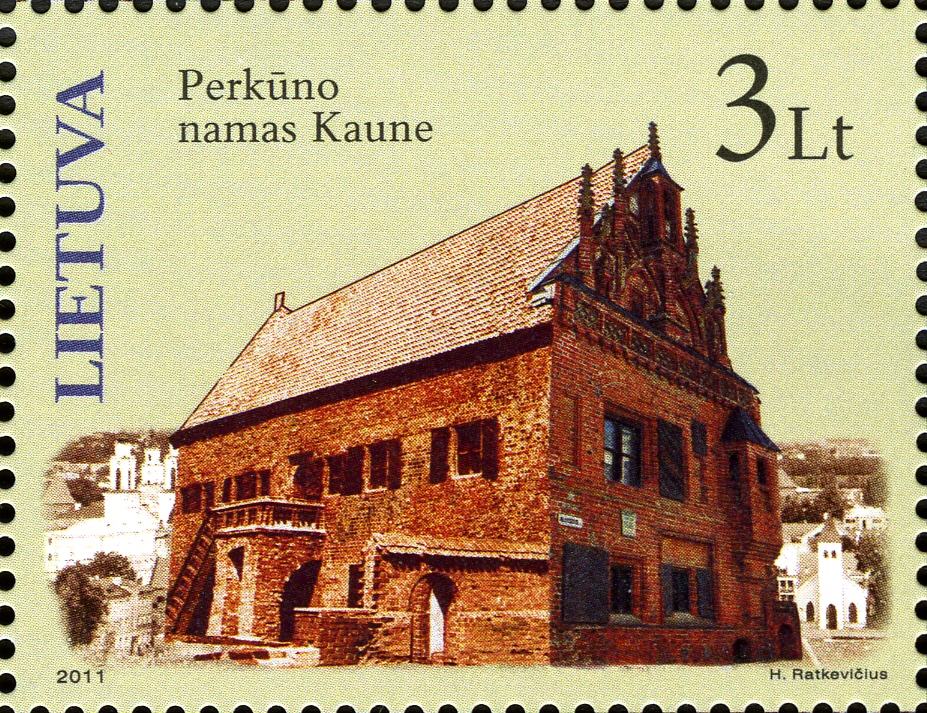
Дом Перкунаса на почтовой марке Литвы, 2011

«Дом Перкунаса» — одно из наиболее оригинальных и древних готических светских строений, находящееся в Старом городе Каунаса, Литва. Первоначально был построен ганзейскими купцами; был их конторой с 1440 по 1532, был продан в XVI веке иезуитам, которые открыли там капеллу в 1643. Иезуиты также завершили Церковь Св. Франциска Ксаверия на площади возле ратуши в 1722.
Разрушенный дом был перестроен в XIX веке и использовался в качестве школы и театра, который посещался поэтом Адамом Мицкевичем. В конце XIX века был переименован в «Дом Перкунаса» после того, как фигура, интерпретируемая романтически настроенными историками того времени как идол балтийского языческого бога грома и неба Перкунаса, была найдена на одной из стен. Сегодня дом Перкунаса снова принадлежит иезуитам, в нём размещается музей Адама Мицкевича.
Литовский историк, теолог и переводчик Альберт Виюк-Коялович родился в этом доме.
«Дом Перкунаса» был включён в Реестр недвижимого культурного наследия Литвы в 1996.